# Jakub Cytryn
Jakub Cytryn (ur. 1909 w Opatowie, zm. 1941 lub 1943) – polski malarz pochodzenia żydowskiego.

## Życiorys
Studiował w warszawskiej Akademii Sztuk Pięknych w pracowni Tadeusza Pruszkowskiego. Uczestniczył w plenerach malarskich organizowanych w Kazimierzu Dolnym, w 1935 uczestniczył w LXXXI Wystawie Sztuki Żydowskiej, które zorganizowało w Warszawie Stowarzyszenie Promocji Sztuk Pięknych. W 1936 razem z bratem Henrykiem (1911–1943), który również był artystą malarzem przygotowali dekorację w Sali balowej Hotelu Europejskiego w Warszawie. Po raz ostatni przed wybuchem II wojny światowej prace Jakuba Cytryna zostały wystawione podczas wystawy plenerowej latem 1939.
Tematem większości jego obrazów są Żydzi i ich codzienne życie.